# Olga Arderiu i Ripoll
Olga Arderiu i Ripoll   (Berga, 1975) és una advocada catalana, que representà l'expresidenta del Parlament Carme Forcadell i la política Anna Simó en el judici al procés independentista català.
Arderiu es va col·legiar l'any 1998, especialitzant-se en dret penal. Va ser sòcia fundadora del bufet MDA Advocats i vicepresidenta de la Secció de Dret Penal de la Comissió de Cultura de l'Il·lustre Col·legi d'Advocats de Barcelona (2007-2010), on també va ser vocal de la comissió de dones advocades car té una llarga trajectòria en àmbits com la violència masclista i les polítiques públiques en matèria de gènere. A més, ha estat professora de Dret Penal a l'Escola de Pràctica Jurídica de l'Il·lustre Col·legi de l'Advocacia de Barcelona (des de 2008) i del Màster d'Advocacia de la UB (des de 2013). És coneguda per ser l'advocada de Carme Forcadell en el judici al procés independentista català. També va ser l'advocada de Rosa Peral, condemnada per assassinat el 2021 en el cas de la Guàrdia Urbana de 2017.